# Biela (rivière)
Pour les articles homonymes, voir Biela et Bělá.
La Biela (en allemand) ou Bělá (en tchèque) est une rivière dans l'est de l'Allemagne, en Saxe et du nord de la République tchèque et un affluent gauche du fleuve l'Elbe.